# Histoire de la Bulgarie pendant la Première Guerre mondiale
Dès le déclenchement du premier conflit mondial, le royaume de Bulgarie, proche des puissances centrales, est courtisé par les deux alliances qui s'opposent dans le conflit. Faisant monter les enchères, le royaume entre dans le conflit le 5 octobre 1915 aux côtés de l'Autriche-Hongrie, de l'Allemagne et de l'Empire ottoman. Les troupes du royaume participent à l'écrasement de la Serbie et de la Roumanie et occupent le nord de la Grèce, parvenant rapidement à réaliser les buts assignés à la guerre par le gouvernement de Ferdinand Ier. Engagées ensuite face aux troupes alliées déployées à Salonique, les troupes bulgares s'enlisent dans une fastidieuse guerre de positions, guerre d'usure qui épuise le pays. Durant la seconde moitié du mois de septembre 1918, les divisions bulgares épuisées et sous-ravitaillées ne peuvent s'opposer efficacement à la percée alliée dans le secteur de Doiran, poussant le gouvernement à demander la cessation des hostilités. Dans les mois qui suivent, après une courte guerre civile, la paix est définitivement signée à Neuilly, en région parisienne, le 27 novembre 1919.

## Une puissance balkanique courtisée
Durant les mois qui précèdent l'entrée de la Bulgarie dans le conflit, les deux coalitions tentent de diverses manières d'attirer le royaume dans leur camp.

### Un pays divisé

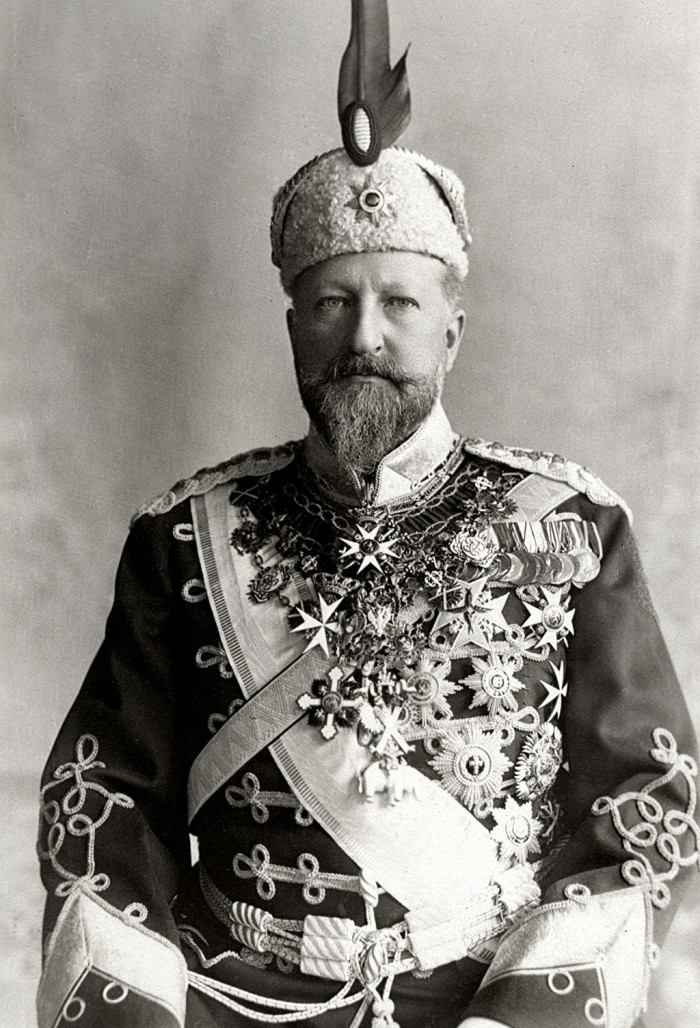
Le tsar Ferdinand mène une politique opportuniste entre les deux blocs d'alliance.

Quelques années avant déclenchement du conflit, puis, en 1914, lors des échecs austro-hongrois aussi bien face à la Serbie que face aux offensives russes, les Alliés ouvrent des négociations en vue de faire basculer la Bulgarie dans le camp allié.
La politique du tsar Ferdinand se caractérise, depuis son accession au trône de Bulgarie en 1885, par des atermoiements entre les grandes puissances. Cependant, au cours de l'été 1915, le roi considère que la balance des forces est en train de pencher du côté des puissances centrales. Ces valses-hésitations perpétuelles lui assurent une mauvaise réputation auprès des chancelleries européennes, notamment à Vienne.
Le soutien russe depuis l'autonomie de la principauté en 1878 est remis en cause par l'appui fourni aux Serbes depuis le changement de dynastie en 1903. En effet, durant les Guerres balkaniques, le royaume de Belgrade s'est emparé de la majeure partie de la Macédoine, également revendiquée par la Bulgarie, rendant ce rapprochement vain : en effet, l'alliance russo-serbe remet en cause les projets d'expansion bulgares.
Pour cette raison, la Triple Entente et la Triplice comptent l'une comme l'autre des partisans au sein de la classe politique, tandis que les gouvernants, à l'image du roi, louvoient entre les deux blocs d'alliance : les libéraux affichent leurs penchants pour les Alliés, l'armée défend la mise en place d'une politique favorable au Reich, tandis que le roi Ferdinand est attaché par des liens de famille aux familles régnantes du Reich. Tout au long du conflit, les responsables politiques du royaume se montrent très exigeants auprès de leurs homologues allemands et austro-hongrois pour faire valoir les revendications territoriales de la Bulgarie, y compris, au besoin, contre les intérêts de leurs puissants alliés.

### Les propositions alliées
Au cours de l'été 1915, les Alliés occidentaux tentent à nouveau d'obtenir l'intervention du royaume de leur côté, en promettant un arbitrage entre la Bulgarie et la Serbie à propos de la Macédoine, et cela sans consulter les gouvernants serbes qui ne manquent pas de manifester leur indignation, notamment en retardant une offensive contre le front autrichien.
Si les Alliés ne peuvent promettre à Ferdinand la totalité de la Macédoine serbe, ils proposent, le 29 mai 1915, l'annexion de la partie définie par le traité de Londres de 1912 comme devant revenir au royaume de Bulgarie, à condition toutefois que la Serbie reçoive des compensations en Bosnie-Herzégovine et un débouché sur l'Adriatique en Dalmatie. À ce moment, l'acceptation par les Occidentaux d'une Union des Slaves du Sud en un seul État est subordonnée à la cession d'une partie de la Macédoine à la Bulgarie. Sur toutes les cartes linguistiques de l'époque, la Macédoine apparaît peuplée de bulgarophones, car à l'époque les linguistes ne considéraient pas encore le slave de Macédoine comme une langue à part, mais comme un parler bulgare. À ces annexions en Macédoine serait jointe une grande partie de la Thrace turque, y compris Edirne, et la ville grecque de Kavala, à condition que la Grèce reçoive un territoire équivalent en Asie Mineure.
Des échanges de territoires sont également envisagés par Nicolas II ; durant l'automne 1914, le Tsar suggère aux Français de proposer la Macédoine serbe à la Bulgarie en échange, sinon de sa participation à l'Entente, au moins de sa neutralité, en échange de quoi le royaume de Belgrade pourrait s'agrandir en Albanie. En effet, à la fin de l'année 1914, les Alliés se satisfont de la position de neutralité adoptée par le roi et son gouvernement,.
L'Entente se montre donc incapable de répondre clairement aux attentes bulgares, la Serbie, intransigeante, s'opposant formellement aux propositions faites à Sofia dans la seconde moitié du mois d’août 1915, ou ne les acceptant qu'en échange de substantiels agrandissements englobant tout le Sud de l'Autriche-Hongrie, de Trieste au Banat incluant la Slovénie, la Dalmatie, la Croatie, la Bosnie-Herzégovine et la Bačka.
Parallèlement à ces démarches diplomatiques, la direction militaire serbe décide de redéployer ses effectifs, pour disposer une partie des effectifs serbes le long de la frontière avec la Bulgarie, afin d'être en mesure de faire face à une attaque bulgare ; le généralissime serbe, Putnik, se propose d'écraser préventivement la Bulgarie, afin d'empêcher son intervention aux côtés des puissances centrales, ce que Joffre approuve, contre l'avis des Britanniques et des Russes. Le plan préparé prévoit une offensive rapide depuis la Serbie et le Nord de la Grèce, région dans laquelle des troupes alliées auraient été préalablement envoyées.

### Les propositions germano-austro-hongroises

La Serbie, après les propositions des puissances centrales à la Bulgarie.

Au mois de juillet 1915, la Triplice se livre elle aussi à des négociations avec le royaume.
Si les exigences serbes empêchent l'Entente de faire des offres claires et fermes aux gouvernement de Vassil Radoslavov,, président du Conseil bulgare, la Triplice en revanche est en mesure de proposer aux négociateurs bulgares, par la convention secrète du 6 septembre 1915, la Macédoine serbe en entier et la Serbie orientale elle-même jusqu'à la Morava,, ainsi qu'une partie importante de la Macédoine grecque avec le port de Kavala, dans le cas où Athènes rejoindrait les rangs des Alliés, et de la Dobroudja roumaine, dans le cas où Bucarest rejoindrait les Alliés,.

Le traité d'alliance suppose également une rectification de frontières en Thrace ottomane.

Une fois connus les résultats des négociations germano-austro-turco-bulgares, les gouvernements alliés, dans des déclarations d'intentions parfois contre-productives, promettent au gouvernement de Sofia l'ensemble de la Macédoine serbe, contre l'avis du gouvernement serbe, mais aucune réponse n'est envoyée aux Alliés. L'opposition pro-russe, fortement appuyée par la population, informe cependant le roi qu'il sera tenu personnellement responsable de l'intervention du royaume dans le conflit et de ses conséquences.

### Les buts de guerre de la Bulgarie et en Bulgarie
Grande perdante de la deuxième guerre balkanique de 1913, véritable « catastrophe nationale », la Bulgarie cherche à reconquérir les territoires perdus à l'issue de ce conflit. Le roi, « très porté sur les agrandissements territoriaux » selon les mots d'un diplomate allemand, aspire à redonner à son royaume les frontières garanties à San Stefano en 1878 et confirmées pour une large part à Londres en 1913, selon les termes du traité signé au terme de la première guerre balkanique, et octroyant au royaume bulgare la totalité de la Macédoine, une façade élargie sur la Mer Égée, et la Dobroudja du Sud. Or, tandis que la Bulgarie avait supporté l'essentiel de l'effort de guerre contre l'Empire ottoman durant la première guerre balkanique, ses alliés en avaient profité pour s'emparer d'une grande partie de la Macédoine et la Roumanie, initialement neutre, l'avait même « poignardée dans le dos » et s'était emparée à son détriment de la Dobroudja du Sud ; la paix de Bucarest, « honteuse paix de défaite », avait sanctionné la défaite bulgare, créant dans les Balkans une situation politique que les responsables politiques bulgares aspirent à abolir.
Néanmoins, ces buts de guerre ne sont pas formulés avec précision avant les offres de paix formulées par les membres de la Quadruplice le 12 décembre 1916, dans un contexte marqué par la défaite roumaine, tandis que le Reich, principal animateur de la Quadruplice, ne souhaite pas voir se multiplier de contentieux entre le royaume et l'empire ottoman,. Au début de l'année 1917, la préparation d'une note à Wilson définit très vaguement les buts de guerre bulgares et n'évoque que « des agrandissements territoriaux en Serbie et en Dobroudja ». Un an plus tard, dans le contexte des négociations de paix de Bucarest, les Bulgares se montrent également intéressés par l'annexion de la totalité de la Dobroudja. Cependant, les négociateurs du royaume se sont rapidement informés de la réelle nature du contrôle bulgare sur les territoires annexés : ils devraient renoncer à tout espoir de bénéficier des avantages économiques des territoires qui doivent leur être dévolus, aussi bien en Roumanie qu'en Serbie, les territoires annexés étant placés sous contrôle économique du Reich, qui disposerait à sa guise des mines et des installations industrielles dans ces régions.
Dans le même temps, les représentants des puissances centrales, tandis qu'ils se font préciser les buts de guerre du royaume, développent en retour des exigences politiques et économiques dans le royaume de Ferdinand Ier. En effet, le Reich souhaite transformer le royaume en état client. Écartant leur allié autrichien moribond, de l'aveu même du ministre commun des Affaires étrangères, Ottokar Czernin au mois d'avril 1917, les responsables politiques et économiques allemands entendent contrôler efficacement leurs alliés orientaux par des accords politiques et commerciaux les plaçant sous l'influence très stricte de l'Empire allemand. En novembre 1917, à la veille de la révolution d'Octobre, les Allemands précisent davantage encore leurs objectifs politiques et économiques en Bulgarie : lors des conversations austro-allemandes de Berlin entre le 2 et le 6 novembre 1917, les négociateurs allemands affirment leur volonté d'intégrer économiquement et politiquement la Bulgarie au sein du vaste ensemble de la Mitteleuropa ; au printemps 1918, ces négociateurs allemands parlent d'ériger le royaume en pilier de la politique continentale allemande.

## L'alliance avec les puissances centrales
À l'issue de plusieurs mois de négociations avec les deux blocs d'alliance, à la fin de l'année 1914 et au début de l'année 1915, Vassil Radoslavov, président du conseil des ministres, appuyé sur le roi Ferdinand, lie le sort du royaume à celui des puissances centrales, ces dernières étant seules en mesure de promettre au roi de substantiels agrandissements territoriaux à brève échéance. De plus, la constitution des blocs d'alliance place les Bulgares, ennemis des Serbes lors de la deuxième guerre balkanique, dans ce camp dès la fin des deux guerres balkaniques.

### Rapprochements avec les Puissances centrales

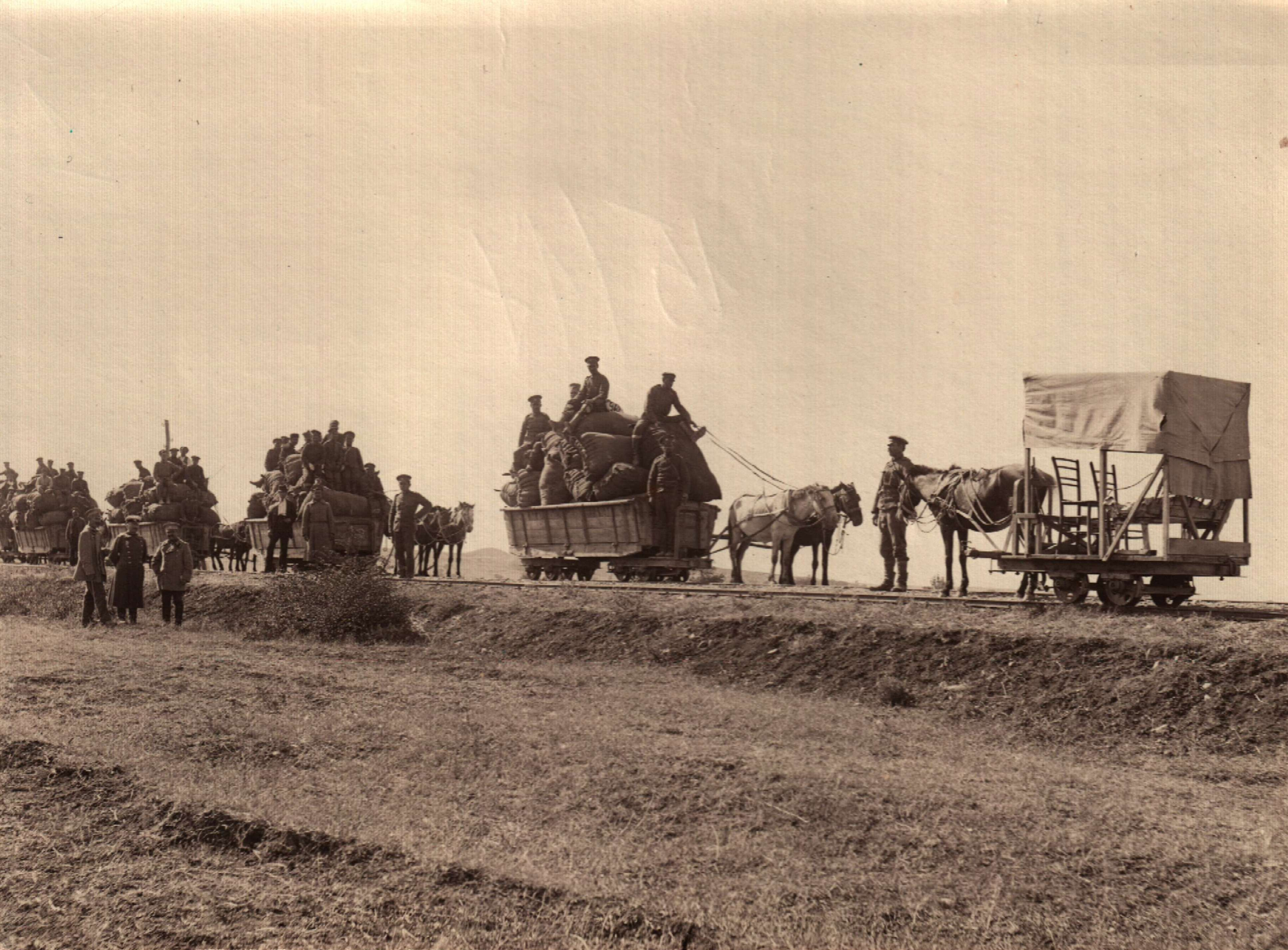
Transport militaire bulgare : wagons hippomobiles sur un chemin de fer à voie étroite à Yambol, 1917

Sorti exsangue des deux guerres balkaniques, le gouvernement de Sofia sollicite des prêts massifs aux principaux bailleurs européens, la France, l'Allemagne et l'Autriche-Hongrie. Dès la fin de l'été 1913, les banques viennoises sont les premières à répondre à ces demandes, en accordant un prêt de trente millions de francs. Dans les mois qui suivent, la Russie, hostile au nouveau gouvernement de Vassil Radoslavov en place à Sofia, fait pression sur son allié français pour ne pas donner de suite favorable aux demandes bulgares. 
Face à ce refus franco-russe, le gouvernement bulgare doit se tourner vers les banques viennoises et berlinoise pour financer ses dépenses courantes, la reconstruction du pays, l'intégration des territoires annexés et le renforcement de son armée éprouvée par le conflit ; ainsi, une année avant le déclenchement du conflit, le gouvernement bulgare dépend financièrement du Reich et de la double monarchie. Enfin, dès le 5 juillet 1914, la Bulgarie, en acceptant, dans le tumulte d'une séance parlementaire, un prêt allemand, pour répondre à ses demandes de financement, se place implicitement dans le camp de l'Allemagne sans pour autant s'engager explicitement dans le conflit qui s'annonce.
De plus, l'intervention ottomane aux côtés des puissances centrales, à l'automne 1914, confère au royaume le statut de voie de transit obligée vers l'empire ottoman : le royaume laisse alors circuler la contrebande de guerre allemande et austro-hongroise à destination des armées ottomanes, tout en autorisant le survol de son territoire par des avions allemands et austro-hongrois.

### Dispositions politiques
Le 1er août 1915, alors qu'une offensive germano-austro-hongroise contre la Serbie est en cours de planification, des négociations sont engagées entre Berlin et Sofia : un accord est trouvé avec l'Empire ottoman, la Bulgarie doit recevoir une grande partie de la Macédoine serbe, des districts ottomans en Thrace, et les territoires perdus en 1913 si la Grèce et la Roumanie entrent en guerre contre les empires centraux.
Le 4 septembre suivant, un traité d'alliance politique est signé à Sofia entre le royaume de Bulgarie et la Triplice,. le gouvernement bulgare s'engage à déclarer la guerre aux pays en guerre avec le Reich, la double monarchie et l'empire ottoman dans un délai de deux mois. Le statut de pays de transit est officiellement reconnu par les puissances centrales.

### Dispositions économiques

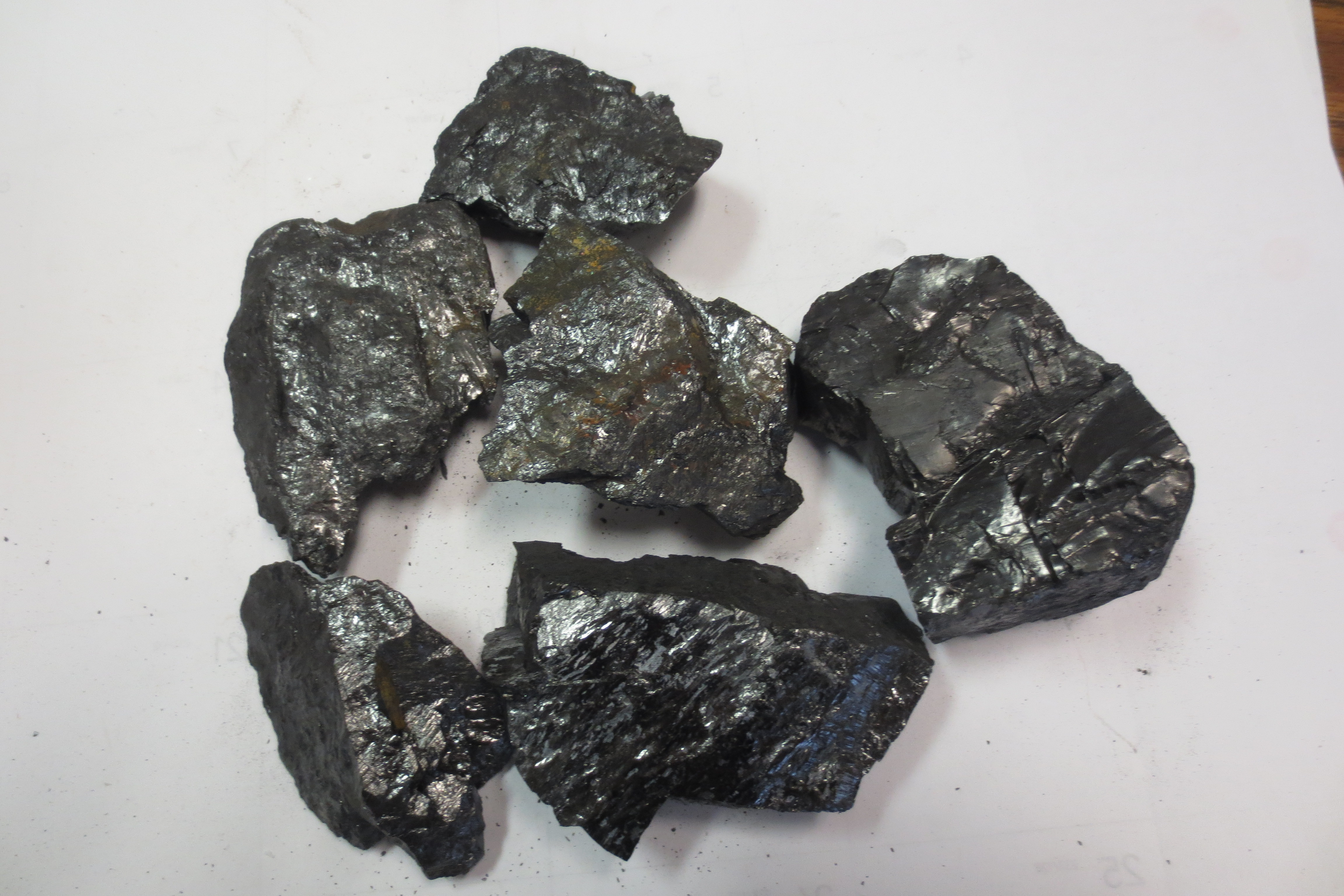
Une allocation de 24000 tonnes de charbon est octroyée au royaume pour son effort de guerre.

Mal remis des guerres balkaniques, exsangue financièrement, le royaume ne se trouve pas en capacité de participer avec ses propres moyens à une guerre longue. Ainsi, le traité d'alliance entre les membres de la Triplice et la Bulgarie définit précisément les obligations de chacune des parties en matière économique. 
La traité du 1er septembre prévoit l'ouverture d'une ligne de crédit illimité au profit du royaume dans le livre de la Reichsbank ; ce crédit est garanti sur les recettes douanières du royaume, issues du commerce avec les Etats non alliés au Reich. Cette garantie n'est pas étendue aux droits de douane issus du commerce avec l'Empire ottoman, la double monarchie, principal partenaire commercial de la Bulgarie avant le conflit, et la Reich. Le gouvernement bulgare s'engage à rembourser ce crédit sous la forme de cessions de participations du royaume dans les entreprises minières contrôlées totalement ou partiellement par l'État.
Enfin, cette ligne de crédit est destinée à l'achat de l'ensemble des équipements de l'armée bulgare, du matériel de chemin de fer indispensable à la logistique militaire, ainsi qu'une allocation mensuelle en charbon de 24 000 tonnes. Alors que les exportations françaises et britaniques à destination du royaume sont promises à se tarir, ces commandes ne pourront être honorées que par le Reich et la double monarchie, doublant la dépendance financière de la Bulgarie d'une dépendance commerciale envers le Reich et la double monarchie,.

### Dispositions militaires
Selon les termes de la convention militaire, le royaume doit fournir à l'offensive envisagée contre la Serbie un contingent de quatre divisions, assurant un renfort de 150 000 soldats dans les opérations menées à l'automne 1915.
Les Bulgares doivent ainsi concentrer ces unités de façon à rendre la concentration effective et opérationnelle le 21 septembre, soit 15 jours après la signature des traités d'alliance entre le royaume et les puissances centrales; de plus, selon les termes de la convention, l'armée engagée dans cette opération doit prendre en tenaille l'armée serbe et contrôler l'axe ferroviaire reliant Nic à Salonique.
De plus, au terme de la convention militaire, les troupes bulgares, sans être obligées d'intervenir sur d'autres champs d'opérations que ceux de la péninsule balkanique, reçoivent de leurs alliés, principalement du Reich, des livraisons de différentes natures : armes, munitions, uniformes, matériel ferroviaire, charbon.
Enfin, pour la campagne qui s'annonce, la convention place l'armée bulgare sous le commandement direct d'un officier allemand, à la demande expresse du roi et de son état-major, en dépit de la nomination d'un commandant suprême, Nikola Jekov, nommé par rescrit royal. Ce commandement opérationnel allemand n'empêche pas les Bulgares d'imposer une concertation des trois alliés en cas de modification du plan de campagne en Serbie.

### Réactions alliées
Face à cet accord, les Alliés, en premier lieu les Russes, exigent du gouvernement de Ferdinand Ier la rupture des relations avec les puissances centrales et l'expulsion des officiers allemands présents sur le territoire bulgare.
Cependant, jusqu'à la déclaration de guerre, les gouvernements alliés refusent d'envisager l'hypothèse d'une intervention bulgare aux côtés des puissances centrales, même après que le royaume a proclamé la mobilisation générale, rendue publique le 23 septembre 1915. Dans ce contexte, le général français Sarrail, dépêché sur place pour organiser un soutien direct à l'armée serbe, doit également tenter d'empêcher le rapprochement de la Bulgarie et des puissances centrales.
Le 5 octobre, Ferdinand refuse les termes de l'ultimatum allié, officialisant ainsi l'entrée de son royaume dans le conflit aux côtés de la Triplice.

### Réactions grecques
La mobilisation bulgare a également des conséquences sur la vie politique grecque durant cette phase du conflit. Cependant, le royaume de Grèce conserve sa neutralité. En effet, le président du conseil grec, Elefthérios Venizélos, se montre partisan d'une intervention dans le conflit aux côtés des Alliés, au motif que les Serbes sont menacés par les Bulgares. Il se heurte à un refus du roi, mettant en exergue l'impossibilité pour les Serbes de remplir leurs obligations dans le cas d'un conflit entre la Grèce et la Bulgarie en dépit de la présence d'un corps expéditionnaire allié sur son territoire, à Thessalonique..
À la suite de l'intervention alliée en Macédoine, le gouvernement grec tente de mener une habile politique visant à maintenir la neutralité grecque face aux appétits bulgares en Macédoine grecque. Ainsi, au cours de l'été 1916, des unités bulgares font prisonnières et désarment des unités grecques, alors que le royaume est encore neutre.
De plus, l'approvisionnement de la Grèce en céréales roumaines transitait par la Bulgarie et le gouvernement d'Athènes, conscient des risques de pénurie alimentaire, transige avec le gouvernement bulgare jusqu'au printemps 1917.

## La participation au conflit
À partir du mois de septembre 1915, la Bulgarie mène une politique ouverte de préparation à la guerre, le roi et le gouvernement laissant planer un doute sur le camp aux côtés duquel la Bulgarie doit s'engager.

### La mobilisation bulgare

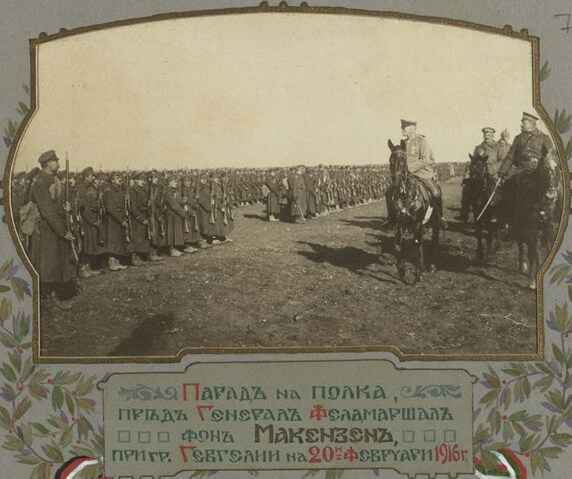
Mackensen passant en revue le 20e régiment d'infanterie bulgare.

Le 23 septembre 1915, l'armée bulgare est mobilisée ; les concentrations opérées ne passent pas inaperçues aux yeux des observateurs militaires serbes. ces derniers ont ainsi repéré l'installation de troupes de couverture bulgares qui se mettent en place le long de la frontière avec leur pays, tandis que, au Nord, les transports de troupes de la marine fluviale austro-hongroise amenant des unités germano-austro-hongroises commandées par August von Mackensen, sont facilement repérés naviguant en nombre vers l'aval du Danube.
Cependant, les responsables politiques du royaume assurent aux Alliés que cette mobilisation est purement défensive.

### L'armée bulgare au fil du conflit

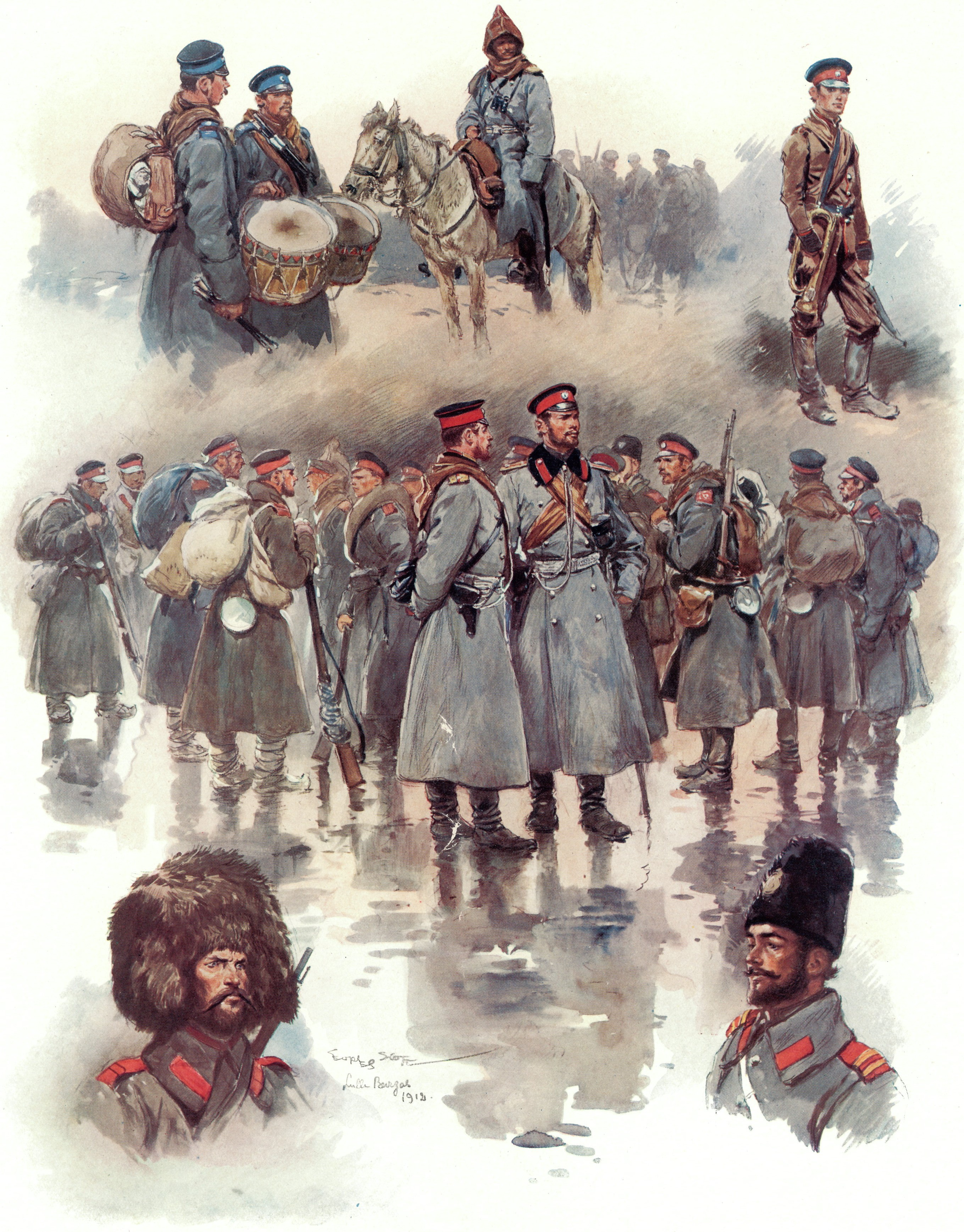
Soldats bulgares à la veille de la Première Guerre mondiale.

L'alliance avec les puissances centrales permet d'accroître les capacités militaires des puissances centrales de 800 000 soldats, dont 365 000 forment des unités combattantes expérimentées, regroupées en 10 divisions. Cependant, cette expérience ne peut suppléer à la faiblesse de l'effectif total et des équipements de l'armée bulgare, qui se ressentent encore des deux guerres balkaniques. De plus, cette armée est équipée et ravitaillée par le Reich, et de ce fait, placée sous le strict contrôle des militaires allemands.
Durant l'été 1916, les effectifs bulgares déployés en Macédoine sont composés de 155 bataillons. Un an plus tard, en août 1917, les effectifs bulgares déployés face aux unités alliées en Macédoine s'élèvent à 218 bataillons, formant la majeure partie des effectifs des puissances centrales dans la région. Au début de l'année 1918, l'armée bulgare en campagne compte 3 armées, appuyée par une armée allemande. Cette armée, redoutable par son expérience des combats, est cependant mal vêtue, mal ravitaillée, et affronte en 1918 une importante crise de moral, préjudiciable à la poursuite de la guerre en cas d'offensive soutenue de la part des Alliés. Elle est également renforcée par le recrutement de soldats macédoniens, originaires de Serbie occupée, soumise à un régime d'occupation particulièrement sévère et dont la partie macédonienne est unilatéralement annexée par la Bulgarie.
Dans le cadre de la guerre d'usure sur le front grec, les soldats bulgares mènent une guerre de tranchées peu propice à des actions héroïques susceptibles d'être magnifiées « à la balkanique » et où l'artillerie française de l'armée d'Orient fait régner, comme sur le front de l'Ouest, le « hachoir à viande ». Au cours des années 1916 et 1917, éprouvée par le grignotage allié, l'armée bulgare cède progressivement du terrain en Macédoine serbe. Pour remédier à la crise de moral que connaissent les unités bulgares sur le front de Macédoine, et immortaliser les opérations militaires de cette guerre, l'état-major ordonne le déploiement de peintres, aquarellistes et photographes dans toutes les unités.
Par ailleurs, pour éviter l'exploitation des territoires repris par les Alliés, les généraux bulgares ordonnent la mise en place d'une politique de la terre brûlée, ramenant derrière les lignes bulgares tout ce qui aurait pu permettre la survie de la population locale, même bulgarophone, tandis que les maisons sont réduites en cendres.
Face aux unités bulgares, était positionnée une unité russe envoyée dans le camp retranché de Salonique, ce qui, compte tenu de l'amitié bulgaro-russe, était un choix inapproprié ; en 1917-1918, les Russes, informés de l'évolution de la situation en Russie après la Révolution, se mutinent et fraternisent avec les troupes bulgares, encouragées par le commandement bulgare qui organise la diffusion de nouvelles de Russie auprès de ses troupes.

### La campagne de Serbie

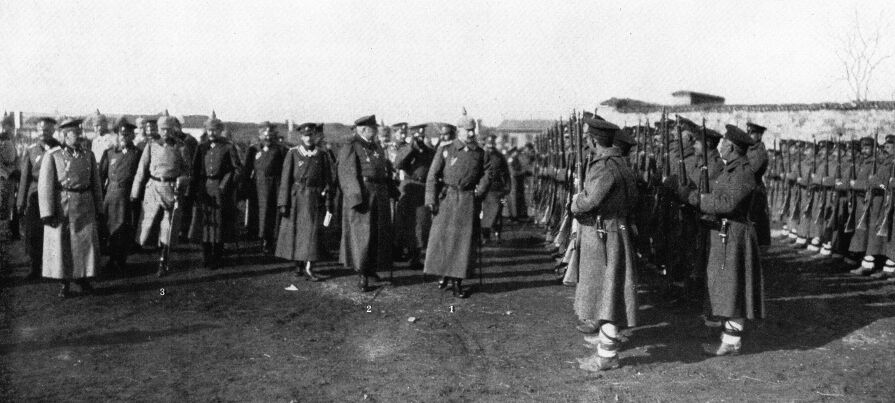
Le roi Ferdinand et l'empereur Guillaume le 18 janvier 1916 guerre mondiale, à Niš, principale ville de la zone d'occupation bulgare de Serbie.

Rapidement, il apparaît que la Serbie, déjà engagée au Nord face aux troupes austro-hongroises, est destinée à être la première cible de l'intervention bulgare aux côtés des empires centraux. Placée sous le commandement du général allemand August von Mackensen, la campagne de Serbie est cependant minutieusement préparée par les stratèges austro-hongrois Terstiansky et Dani. Les responsables militaires de l'Autriche-Hongrie souhaitant, comme les Bulgares, écraser militairement la Serbie.
Cette campagne implique 18 divisions allemandes, austro-hongroises et bulgares, soit 330 000 hommes, auxquels doivent faire face 250 000 soldats serbes vite écrasés sous le nombre.
En effet, le 6 octobre 1915, le front germano-austro-hongrois s'ébranle face à la Serbie, culbute les défenses serbes et progresse rapidement, malgré une résistance serbe acharnée dans la vallée de la Morava, la Bulgarie devant fixer des unités serbes en Macédoine.
Le 11 octobre, au terme de deux journées de report, les unités bulgares déployées le long de la frontière serbe déclenchent des attaques pour disposer de positions stratégiques afin de faciliter la grande offensive destinée à envahir la Serbie.
Mais ce n'est que le 14 octobre que les troupes bulgares déclenchent les opérations, progressant lentement mais irrésistiblement face à des unités serbes favorisées par la configuration du terrain, mais vite débordées par l'ouverture de ce second front : Kumanovo et Skopje sont occupées le 22 octobre, tandis que les voies de retraite vers Thessalonique sont bloquées le 26, lorsque les unités bulgares atteignent les gorges de Kačanik, puis occupent Gradsko le 30 octobre.
À l'issue de cette campagne, des voies directes entre les quatre membres la Quadruplice sont aménagées, permettant le ravitaillement et le transfert rapide d'unités d'un bout à l'autre de leurs territoires.
Enfin, la Serbie occupée par les puissances centrales est soumise à un régime très sévère, à une partition et à un projet de destruction de la nation serbe, relayé sur place par les troupes d'occupation austro-hongroises et bulgares. En effet, les Bulgares imposent, dans les secteurs qu'ils contrôlent, une politique de négation de l'identité serbe : sont imposés des mariages mixtes entre femmes serbes et hommes bulgares, les cadres de la société serbe (fonctionnaires, enseignants, prêtres orthodoxes, intellectuels) sont assassinés dès les premiers jours de l'occupation, tandis que des écoles bulgares sont mises en place.

### Face à l'intervention de Salonique

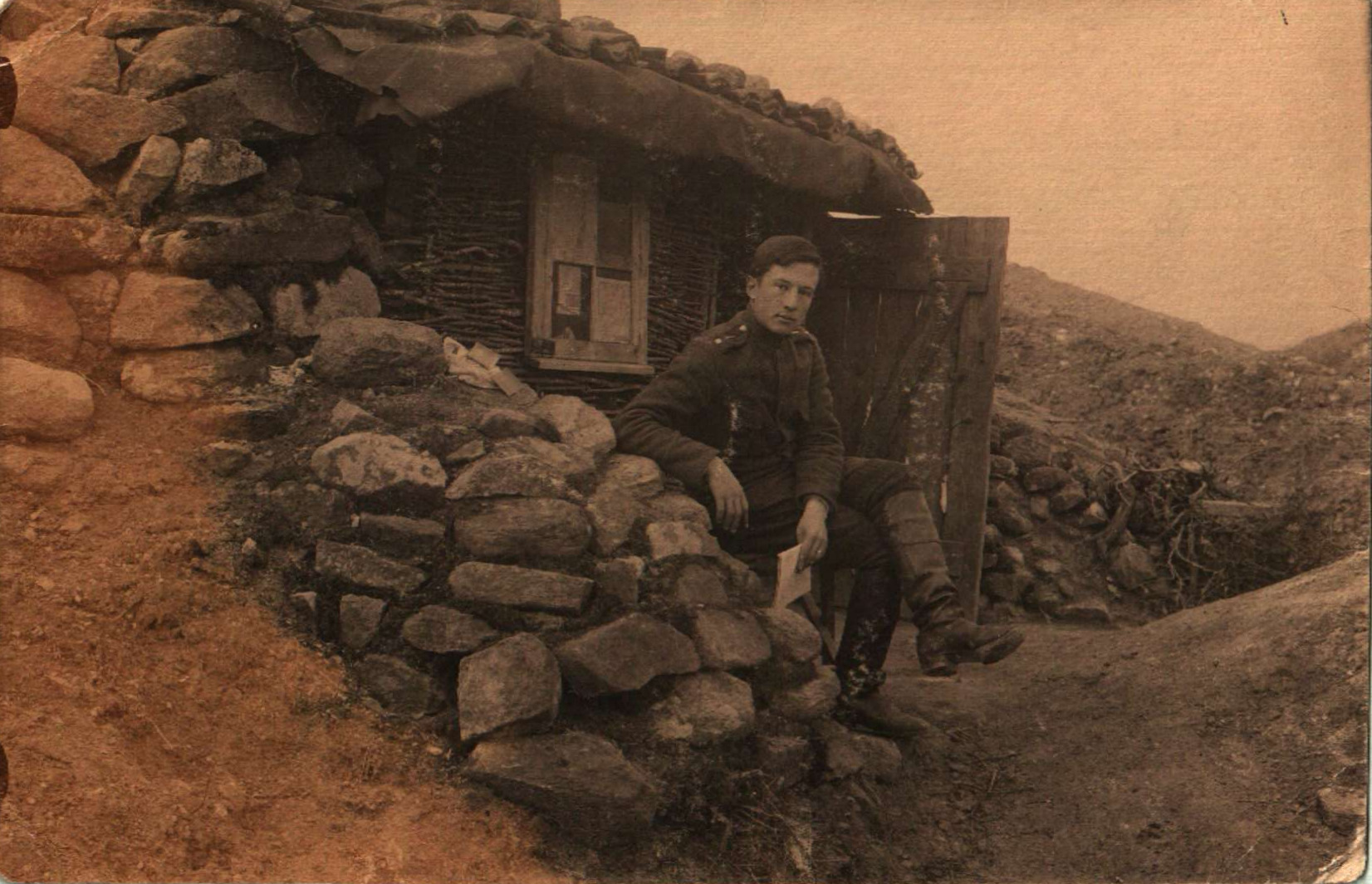
Un jeune officier bulgare sur le front de Salonique, 1917.

L'entrée en guerre de la Bulgarie modifie les rapports de force dans les Balkans et oblige la Grèce à s'engager explicitement dans le conflit. Le 28 septembre, puis le 2 octobre 1915, Elefthérios Venizélos, premier ministre grec, autorise dans un premier temps un débarquement allié à Thessalonique, puis dans un second temps, le 21 décembre 1915, le gouvernement grec confie aux Alliés la responsabilité de la région de Thessalonique, permettant la pérennité de la présence alliée face à la Bulgarie.
Les 80 000 soldats alliés de l'Armée d'Orient sont donc envoyés à Salonique, et affrontent pour la première fois des troupes bulgares, appuyées par des unités allemandes, dès le mois de décembre 1915. Dans le cadre de la coordination au sein des puissances centrales, les unités bulgares composent la majeure partie des troupes des puissances centrales envoyées contre les Alliés. Elles reçoivent, le 11 novembre 1915, l'ordre du commandement allemand de ne pas franchir la frontière grecque et de cantonner leur action en Macédoine serbe.
Ne pouvant intervenir profondément sur le territoire grec, les unités bulgares mènent contre les Alliés une obscure guerre de patrouilles, d'escarmouches et de harcèlement dans le no man's land qui sépare les positions bulgares des positions alliées. À partir de l'ordre d'arrêt du 11 novembre 1915, le grignotage des positions bulgares donne des résultats, notamment la constitution de « saillants » à la jointure des unités allemandes et bulgares, mais cette stratégie est épuisante. Ce grignotage épuisant permet cependant une amélioration de la ligne de front au profit des Alliés, tout en empêchant les Puissances centrales de réaliser la jonction des unités positionnées le long du front de Macédoine.
Au cours de l'année 1916, ces unités bulgares jouent un rôle important dans l'échec des préparatifs de Sarrail, que ce soit sur le front macédonien ou pour soutenir la Roumanie qui vient de rejoindre les Alliés. Le 18 août 1916, soit dix jours après le lancement d'une offensive alliée contre Doïran, le commandement bulgare déclenche une contre-offensive, entre dans Flórina, et oblige Sarrail à réorganiser son dispositif. Une seconde attaque alliée, lancée le 10 septembre, se heurte à de solides défenses bulgares, mais progresse lentement en direction de Monastir, conquise le 19 novembre 1916,.
Rapidement, les stratèges et les responsables politiques bulgares prennent conscience de l'importance stratégique des troupes alliées déployées autour de Salonique.

### La participation à l'écrasement de la Roumanie
Après avoir contenu les offensives alliées, la Bulgarie déclare la guerre à son voisin roumain qui vient de s'engager dans le conflit aux côtés des Alliés, et remporte dès les premiers jours de ce nouveau conflit d'importants succès, comme à Tutrakan, entraînant un retrait de l'armée roumaine de l'Autriche-Hongrie et son redéploiement face à la Bulgarie.
L'armée bulgare déjoue cependant les plans alliés, devant aboutir à une attaque synchronisée du royaume depuis la Roumanie et depuis la Macédoine. En effet, le plan allié prévoit une attaque lancée depuis la Macédoine à partir du 20 août 1916, tandis que le royaume de Bucarest déclare la guerre aux puissances centrales dans la semaine suivante.
Le 1er septembre 1916, La Bulgarie déclare officiellement la guerre à la Roumanie, obligée de redéployer des unités face à ce nouveau front qui s'ouvre.
Tardif, ce redéploiement n'empêche pas durant l'automne et l'hiver 1916 une succession de défaites roumaines qui aboutissent à l'occupation par les unités de la Quadruplice de la Valachie, de la capitale Bucarest et de la Dobroudja, but de guerre bulgare.

## Un acteur désormais passif du conflit
Les succès de 1915 face à la Serbie et de 1916 face à la Roumanie incitent le gouvernement bulgare à ne pas s'engager plus avant dans le conflit et à se contenter de défendre, notamment face aux prétentions de ses alliés, les conquêtes issues de ces succès, souvent permis grâce à une action conjointe de l'ensemble des membres de la Triplice.

### La réalisation des buts de guerre du royaume
Depuis la fin de la campagne de Serbie, les territoires serbes sont partagés entre une zone d'occupation austro-hongroise et une zone bulgare, sur les bases de l'accord du 6 septembre 1915.
Puis, forte de son rôle-clé dans l'écrasement rapide de la Roumanie, la Bulgarie exige lors des négociations de paix préalables au traité de Bucarest, la totalité de la Dobroudja, refusant d'offrir à l'Empire ottoman les « compensations » prévues dans l'accord du 6 septembre 1915. Ces revendications, la totalité de la Dobroudja, se heurtent à un refus roumain, vite balayé par l'Austro-Hongrois Ottokar Czernin, qui agite devant le roi Ferdinand de Roumanie la menace d'un changement de dynastie.
Mais la politique allemande dans les derniers mois de l'année 1916, faite d'atermoiements et de déclarations imprudentes, fragilise l'alliance avec la Bulgarie, déjà mise à mal. Guillaume II promet inconsidérément au premier ministre bulgare Vassil Radoslavov la totalité de la Dobroudja tandis que, dans les faits, un compromis est trouvé au terme de dures négociations à la fin du mois de mars 1918 : la Bulgarie n'aura pas de « compensations » à offrir à la Turquie, mais la Roumanie pourra garder la Dobroudja au nord d'une ligne Rasova-Agigea, avec le port de Constanza : cette disposition permet à l'Allemagne de prendre le contrôle exclusif, militaire et économique, sur cette région et sur les bouches du Danube,. De plus, les défaites des puissances centrales en Macédoine à la fin de l'année 1916 obligent les stratèges bulgares à dépêcher face aux troupes franco-serbes des unités jusqu'alors déployées dans le delta du Danube.
Enfin, la participation au conflit ayant rapidement permis aux responsables du royaume de réaliser les buts de guerre bulgares, le monarque et le gouvernement cherchent à partir de la fin de l'année 1916 une solution pour sortir du conflit : au début de l'année 1918, la presse bulgare multiplie les descriptions flatteuses des États-Unis et de son président, Woodrow Wilson,.

### Au sein de la Quadruplice

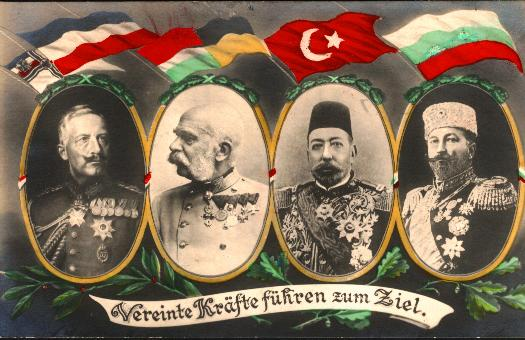
Carte postale de propagande magnifiant les souverains de la quadruplice.

L'intervention bulgare incite le Reich, principal pilier des puissances centrales, à rapidement mettre en place un commandement unifié, à même de mener une guerre coalition sur des fronts éloignés les uns des autres. Le 29 août 1916, Guillaume II devient en droit le commandant suprême des unités du Reich et de ses alliés.
Rapidement, les Bulgares délèguent auprès de l'OHL un officier de liaison, le colonel Tantilov, afin de faire valoir les intérêts du royaume dans l'élaboration des opérations militaires menées par la quadruplice.
Quelques mois plus tard, en avril 1917, lors de la conférence austro-allemande de Kreuznach, les revendications bulgares en Dobroudja roumaine sont définitivement repoussées, à la grande satisfaction de la Turquie, pour laquelle une forte présence allemande à Constanza et dans les bouches du Danube représente une fenêtre économique vers les Empires centraux et un barrage germanique face aux prétentions panslavistes, isolant la Bulgarie de la Russie.
Ce compromis mécontente et déçoit le roi, l'opinion et l'armée bulgares, qui dès lors éprouvent l'impression de n'être que des supplétifs du Reich. À partir de la fin de l'année 1916, les responsables du royaume, politiques et militaires, sont moins intéressés par la poursuite de la guerre. Ainsi, le chef d'état-major de l'armée bulgare se montre partisan d'un rapprochement avec les Alliés, tandis que Ferdinand se heurte aux diplomates et aux militaires austro-hongrois au sujet de la délimitation précise des zones d'occupation en Serbie. Inquiets, les diplomates allemands insistent alors sur la nécessité de faire de la Bulgarie un allié sûr et solide.
Les négociations se poursuivent dans une ambiance délétère entre les Bulgares et les Allemands, non seulement sur les nouvelles frontières bulgares, provisoirement établies par un accord entre le Reich, l'Autriche-Hongrie et la Bulgarie signé le 1er avril 1916, mais aussi sur les clauses de la paix entre les royaumes de Bulgarie et de Roumanie ou encore sur la réalité du contrôle bulgare en Macédoine serbe, réduit à néant par les clauses économiques, qui aboutissent à placer ces territoires sous stricte influence allemande, les mines, mais aussi les chemins de fer devant être contrôlés par des capitaux allemands.
Ainsi, dans les mois précédant l'accord du 1er avril, l'occupation conjointe de la Serbie par les Austro-hongrois et les Bulgares entraîne la dégradation des relations entre les deux alliés, la ligne de démarcation entre les zones d'occupation des deux alliés, le long de la Morava, étant, dans les gorges de Kačanik, le théâtre de heurts entre patrouilles austro-hongroises et bulgares en février et mars 1916, nécessitant une intervention allemande, matérialisée par l'accord du 1er avril 1916. Cet accord fixe, à l'avantage de la Bulgarie, une nouvelle ligne de démarcation, le Kosovo étant désormais inclus dans la zone d'occupation bulgare, mais non dans la zone à annexer, tandis qu'une administration provisoire allemande se met en place dans la région. L'autorité d'occupation allemande s'attribue l'exploitation des matières premières : fer et minerais de la région de Bor, le contrôle des installations industrielles et agricoles, et les chemins de fer, placée sous contrôle de l'administration ferroviaire prussienne.
En 1918, ces multiples immixtions allemandes à l'intérieur des territoires occupés et revendiqués par la Bulgarie font craindre aux hommes politiques de Sofia, membres du gouvernement ou de l'opposition, la possible remise en cause des conquêtes de 1915, tandis que l'aide économique et matérielle promise par l'Allemagne tarde à arriver en Bulgarie dont l'économie est épuisée par la guerre et le blocus allié.

### Les traités de paix séparée

Le royaume de Roumanie après la paix de Bucarest : la Bulgarie convoite la totalité de la Dobroudja, mais ne peut s'emparer que du Sud de la région.

De plus, en 1918, lors des conférences aboutissant au traité de paix avec la Roumanie, le Reich impose à son allié bulgare les termes des relations qui s'établiront entre eux une fois la victoire des puissances centrales obtenue.
Ainsi, des négociateurs bulgares sont envoyés à Brest-Litovsk afin de participer aux négociations de paix avec la Russie ; cependant, le royaume n'ayant pas déployé d'unités face à l'armée russe, son rôle demeure essentiellement protocolaire et ces diplomates se voient évincés des négociations, tant avec les représentants ukrainiens qu'avec les représentants russes.
La Bulgarie est ainsi poussée à renoncer à une partie de ses buts de guerre en Roumanie : elle reçoit une plaine fertile, la Dobroudja, mais doit affronter la Porte ottomane au sujet de rectifications de frontières au bénéfice de l'empire ottoman, tandis que le gouvernement roumain parvient à différer la ratification du traité : dans ce différend entre Sofia et Constantinople, l'attitude de Berlin pèse lourd, n'osant prendre parti ni pour l'un, ni pour l'autre de ses alliés.
Écartée de Roumanie, la Bulgarie doit rembourser ses dettes de guerre contractées vis-à-vis du Reich avec des emprunts négociés auprès des banques allemandes ; de plus, la mise sous tutelle économique de la Dobroudja, administrée de fait par l'Allemagne, garantit le contrôle à distance de la Bulgarie agrandie par ses annexions en Macédoine.
De plus, les négociateurs allemands souhaitent certes faire signer à la Roumanie une paix de défaite, mais aussi ne pas affaiblir trop durablement le royaume roumain aux dépens de ses voisins : bien que les Bulgares occupent militairement la Dobroudja, les termes du traité de 1915 ne leur en garantissent que la partie sud et l'Allemagne s'oppose à ce que la totalité de la région leur soit attribuée.

### Lassitude bulgare
À partir du printemps 1918, dans un contexte de changement de gouvernement et de campagnes de presse pacifistes en Bulgarie, l'armée bulgare, mal vêtue,, mal ravitaillée, lasse de six années de guerre, et affaiblie par les désertions qui se multiplient (les soldats sont préoccupés par la disette de leurs familles et par les travaux agricoles), soutient la majeure partie du front face aux troupes de Guillaumat, relevé durant cette période par Franchet d'Espérey.
Cette lassitude se manifeste avec d'autant plus de force que le pays souffre de disette, renforcée dans un contexte de soudure, au printemps 1918 : les habitants du royaume sont affamés, le blocus allié fait subir tout son poids sur l'économie bulgare déjà mis à mal par six années de guerre presque sans interruption.
Les subordonnés de Guillaumat constatent à la fin de l'année 1917 que les Bulgares ne semblent pas prêts à mener une action offensive ; cependant, en dépit du « hachoir à viande » de l'artillerie française, ils se défendent vigoureusement en cas d'attaque.
Enfin, les défaites allemandes de l'été 1918 sur le front de l'Ouest remettent en cause, aux yeux des Bulgares, le mythe de l'invincibilité de l'armée allemande ; dans le même temps, la presse multiplie les allusions à une possible défaite du royaume.

## La défaite bulgare

### La percée alliée de 1918
Franchet d'Espérey, à peine arrivé, se propose de reprendre les projets offensifs de son prédécesseur destinés à rompre le front des Balkans, tenu par des troupes germano-bulgares épuisées ; les promoteurs de ce projet offensif doivent dans un premier temps affronter le scepticisme des Britanniques et des Italiens, puis dans un second temps, ces derniers convaincus, il reçoit l'aval du gouvernement français, souhaitant détacher la Bulgarie de la Quadruplice. Une fois l'aval des Alliés obtenu, les stratèges alliés s'attellent à la réalisation des plans offensifs ; la préparation minutieuse de cette offensive ne passe pas inaperçue des services de renseignement bulgares et quelques contre-mesures sont mises en place. Souhaitant directement menacer sinon prendre le contrôle de la gare de Gradsko, nœud de communication important et centre logistique de l'armée bulgare, Franchet d'Espérey déclenche le 15 septembre une offensive entre le Vardar et la Tcherna, au point de jonction des 2e et 3e divisions bulgares,.
Cette offensive combinée des unités françaises et serbes, lancée contre un dispositif germano-bulgare peu profond, atteint son objectif le 24 septembre, malgré des tentatives bulgares désespérées pour colmater le front. Dans les jours suivants, tronçonnant un front de moins en moins solide, bombardant les unités germano-bulgares en retraite, les troupes françaises et serbes s'emparent des villes de Prilep, d'Uskub et menacent l'ensemble des lignes de ravitaillement de l'armée bulgare, alors en déroute.
Face à cette défaite, les militaires bulgares s'appuient sur les termes de la convention militaire de 1915 et demandent des renforts massifs à leurs alliés allemand et austro-hongrois, incapables à ce stade du conflit d'honorer les engagements contractés en 1915.
Les troupes alliées peuvent désormais menacer à la fois Constantinople et la frontière hongroise. L'empereur Charles puis Ludendorff tentent de détacher des unités de Russie, d'Italie et de France, mais ces unités ne peuvent être déployées en Macédoine qu'au terme d'une semaine de voyage, notamment en raison du piteux état du réseau ferré dans les Balkans, attaqué par l'aviation française et saboté par les partisans serbes.

### L'armistice du29 septembre 1918
Le 26 septembre 1918, cependant, une demande de suspension d'armes d'une durée de 48 heures, adressée au seul commandement britannique, est repoussée par les Alliés. Puis, par l'intermédiaire du consul des États-Unis à Sofia, une demande d'armistice parvient au commandant de l'armée française d'Orient. Malgré de tardives contre-mesures allemandes, ordonnées à l'annonce de la demande bulgare, des plénipotentiaires civils et militaires mandatés par le gouvernement royal se présentent le 28 septembre à Louis Franchet d'Espérey, commandant en chef des armées alliées en Orient.
Les plénipotentiaires bulgares acceptent, sans même tenter de les négocier, les conditions exigées par les Alliés : l'armée, réduite à trois divisions d'infanterie et quatre divisions de cavalerie, doit évacuer la totalité des territoires serbes, grecs et roumains qu'elle contrôle et abandonner tout son matériel ; de plus, certains points stratégiques du royaume doivent être placés sous occupation interalliée, les négociateurs français faisant en sorte que les Serbes participent à cette occupation. Le 29 septembre 1918, l'armistice est signé à Thessalonique et prend effet le lendemain, 30 septembre à midi.
La demande bulgare d'armistice accélère la défaite des puissances centrales : en effet, le Danube devient un objectif allié à court terme, Constantinople est directement menacée, tandis que l'empire ottoman se retrouve à nouveau isolé de ses alliés d'Europe centrale, se trouvant ainsi privé de moyens pour se maintenir dans le conflit. Le 29 septembre 1918, à Spa, les chefs militaires allemands, Hindenburg et Ludendorff, reconnaissent se trouver dans une situation sans issue, ne pouvant à la fois tenir le front occidental, contenir la poussée alliée dans les Balkans, contrôler les vastes régions agricoles concédées par le gouvernement russe en Russie et maintenir une force opérationnelle dans un empire ottoman alors exsangue.
En outre, l’enchevêtrement des unités de chacun des membres de la quadruplice dans les Balkans rend inopérante l'architecture du dispositif militaire germano-austro-hongrois, une fois retirées les unités bulgares : une nouvelle armée austro-hongroise doit être mise sur pied en Serbie pour gérer les conséquences de la défection bulgare, mais il apparaît rapidement que ce contre-feu ne peut se révéler efficace à moyen terme.

### L'abdication du roi Ferdinand
Dès l'annonce de la défaite germano-bulgare en Macédoine, Ferdinand Ier anticipe les conséquences politiques de la défaite, puis abdique le 3 octobre 1918 en faveur de son fils, Boris pour n'avoir ni à accepter les conditions de l'armistice, ni à affronter la colère populaire.
En effet, entre le 15 et le 24 septembre 1918, le mécontentement, latent dans l'armée depuis des mois, éclate sous la forme de multiples mutineries : le 24 septembre, le quartier général bulgare est occupé par des mutins en armes, qui, rejoints par Alexandre Stamboliyski, tentent de prendre Sofia ; dans le même temps, la république est proclamée à Radomir le 27 septembre 1918. Dans cette atmosphère de guerre civile, les mutins sont cependant arrêtés dans les faubourgs méridionaux de la ville après deux journées de combat, les 29 et 30 septembre 1918, par les cadets militaires restés fidèles au monarque et à la dynastie, appuyés par une partie des unités allemandes toujours présentes dans le royaume ; en effet, celles-ci, largement dotées en artillerie et en aviation, déchaînent sur les mutins de violents bombardements.
Cependant, la défaite essuyée par les républicains ne stoppe pas le processus de remise en cause de la présence de Ferdinand sur le trône de Sofia ; en effet, son abdication constitue l'un des objectifs français en Bulgarie. Ainsi, dès la publication des clauses de l'armistice, les responsables politiques bulgares, le président du Conseil Alexandre Malinov le premier, négocient avec Ferdinand son abdication, obtenue à l'issue de trois jours de pourparlers.

### Le Traité de Neuilly

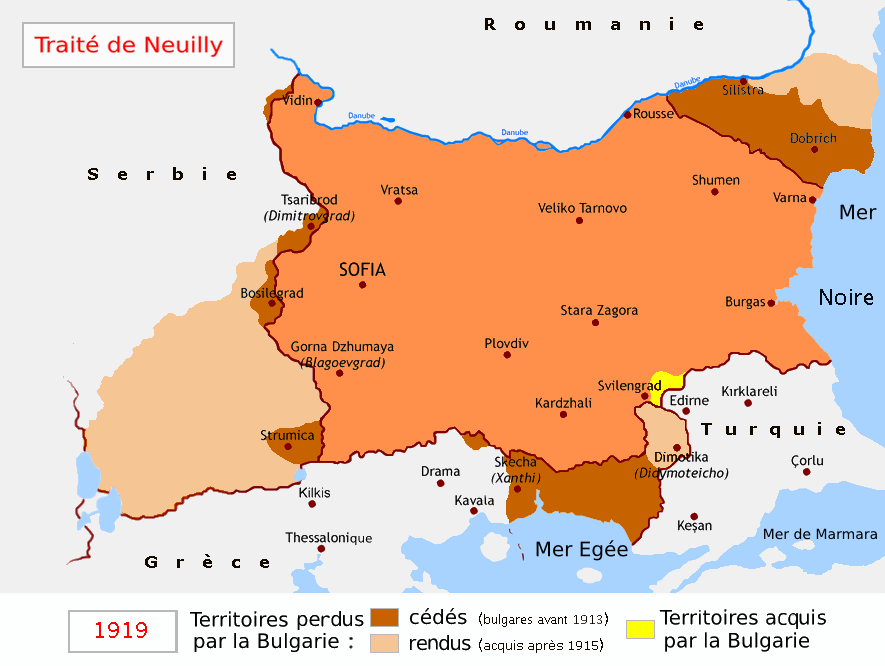
Les pertes territoriales bulgares au Traité de Neuilly : en brun, les territoires déjà bulgares avant 1913, mais perdus à l'issue de la Première Guerre mondiale.

Conséquence de la défaite du royaume, la paix de Neuilly est signée le 27 novembre 1919. La Bulgarie doit renoncer à cette occasion à ses territoires en Thrace, perdant par la même occasion son débouché sur la mer Égée ; la Grèce garantit cependant au royaume vaincu la possibilité d'y accéder par l'embouchure de la Maritsa. Le royaume doit aussi restituer à la Roumanie la Dobroudja du Sud récupérée en mai 1918 à Bucarest et le morceau de la Dobroudja roumaine obtenu à cette même occasion. De plus, le royaume doit non seulement restituer la Macédoine serbe, mais encore accepter des rectifications de frontières au profit du royaume des Serbes, Croates et Slovènes en cédant des territoires qui étaient siens avant la Première Guerre mondiale.
De plus, selon les termes de cette paix de défaite, le royaume doit s'acquitter en 25 ans d'une indemnité de guerre de 2,25 milliards de francs,.
Puis, le traité garantit aux minorités nationales le droit d'émigrer dans leur propre État : ainsi, dans le cadre d'échanges de populations, 53 000 Bulgares quittent la Grèce pour la Bulgarie, tandis que 50 000 Grecs de Bulgarie font le trajet inverse. 
Enfin, en novembre 1919, le gouvernement se propose de traduire en justice les responsables du conflit, membres des cabinet Radoslavov, président du conseil entre juillet 1913 et juin 1918, et Malinov, son successeur entre juin et octobre 1918, ainsi que les profiteurs de guerre bulgares. Cependant, l'évolution de la vie politique bulgare bloque les poursuites, les personnes mise en cause par la loi de 1919 étant toutes amnistiés par une loi promulguée en 1924.